# Куфія берегова
Куфія берегова (Trimeresurus purpureomaculatus) — отруйна змія з роду Куфія родини Гадюкові. Відома під іншими назвами — «пурпурова куфія», «мангрова гадюка».

## Опис
Загальна довжина досягає 90 см. Спостерігається статевий диморфізм — самиці більші за самців. Голова широка, товста. Тулуб стрункий, на якому є 25—27 поздовжніх рядків луски. Верхньогубних щитків — 11—13. Забарвлення вино—червоного кольору або пурпурово—коричневого зі світло-зеленими боками та зеленуватим черевом.

## Спосіб життя
Полюбляє тропічні ліси уздовж морського узбережжя. Усе життя проводить на деревах. Активна вночі. Харчується гризунами, ящірками та птахами.
Куфія берегова є живородною змією. Самиця народжує до 10 дитинчат.

## Розповсюдження
Мешкає у штаті Ассам (Індія), Бангладеш, М'янмі, Таїланді, на острові Суматра (Індонезія), Малакському півострові.